# منتخب الهند لكرة السلة
منتخب الهند لكرة السلة هو ممثل الهند الرسمي في المنافسات الدولية في كرة السلة. ينتمي إلى منطقة الاتحاد الآسيوي لكرة السلة. انضم إلى الاتحاد الدولي لكرة السلة في عام 1936.

## البطولات التي شارك فيها
- بطولة آسيا لكرة السلة
- كرة السلة في الألعاب الأولمبية